# A Canção de Aquiles
A Canção de Aquiles é um romance de 2011 da escritora americana Madeline Miller. Ambientado durante a Era Heróica Grega, é uma adaptação da Ilíada de Homero contada da perspectiva de Pátroclo. O romance segue o relacionamento de Pátroclo com Aquiles, desde seu encontro inicial até suas façanhas durante a Guerra de Tróia, com foco em seu relacionamento romântico. Em 2012, A Canção de Aquiles recebeu o Prêmio Orange de Ficção.

## Trama
O livro é narrado por Pátroclo, filho do rei Menoetius. Ele é apresentado como um pretendente em potencial para Helena de Tróia. Ele então é obrigado a fazer um juramento de sangue em defesa de seu casamento com Menelau. Depois que Pátroclo acidentalmente mata o filho de um dos nobres de seu pai, ele é exilado em Ftia, onde conhece Aquiles, filho do rei de Ftia, Peleu, e da ninfa do mar, Tétis. Eles se tornam amigos íntimos e Pátroclo desenvolve sentimentos por Aquiles. Convencida de que um mortal de baixo status é um companheiro inadequado para seu filho, Tétis tenta separar os dois enviando Aquiles para treinar com Quíron por dois anos, mas Pátroclo acaba se juntando a Aquiles em seu treinamento. À medida que seu relacionamento cresce, o rei micênico Agamenon convoca os vários aqueus para se juntarem à sua campanha militar contra Tróia, cujo príncipe, Paris, sequestrou Helena. Como uma profecia prediz que Aquiles morrerá em Tróia após a morte do príncipe troiano Heitor, Tétis esconde Aquiles em Skyros disfarçado de mulher na corte do rei Licomedes ; ela o força a se casar com a filha de Lycomedes, Deidamia, que mais tarde dá à luz o filho de Aquiles, Neoptolemo.
Pátroclo segue Aquiles até Skyros, onde vivem até serem descobertos por Odisseu e Diomedes. Pátroclo é obrigado a entrar na guerra em Tróia como resultado de seu juramento de sangue, enquanto Aquiles se junta depois de jurar que nunca lutará contra Heitor para evitar sua morte profetizada. Ao se juntar às forças aqueias, as tensões aumentam entre Aquiles e Agamenon: primeiro quando Agamenon sacrifica sua filha Ifigênia para apaziguar Ártemis, usando um casamento com Aquiles como desculpa para atrai-la, e depois quando Aquiles leva a troiana Briseida como prêmio de guerra para salvá-la de Agamenon. Após nove anos, Criseida é reivindicada por Agamenon. Logo depois que seu pai Crises tenta pagar por sua libertação, o que Agamenon recusa. Crises apela para Apolo, que desencadeia uma praga que dizima os aqueus; quando Agamenon recusa a exigência de Aquiles de devolver Criseida, ele se dobra ao culpar Aquiles pela duração da guerra, por sua relutância em enfrentar e matar Heitor. Como punição, ele ordena que Briseida seja tirada de Aquiles e levada a ele, o que ofende Aquiles, que jura retirar a si mesmo e seu exército da luta até que esse desrespeito à sua honra seja reparado.
Para precipitar a necessidade dos gregos por Aquiles, Tétis convence Zeus a virar a guerra a favor dos troianos para que os aqueus se arrependam de ter antagonizado Aquiles, e os aqueus sofram perdas significativas. As tensões aumentam entre Aquiles e Pátroclo quando Aquiles se recusa a aceitar um acordo privado em que Briseida é devolvida a ele, junto com presentes valiosos. Ele teimosamente exige um pedido público de desculpas, recusando-se a ajudar os gregos, que estão à beira da derrota.
Pátroclo, que se aproximou dos soldados como enfermeiro de campo e simpatiza com suas perdas, tenta e não consegue convencer Aquiles a voltar à batalha. Em vez disso, Pátroclo personifica Aquiles vestindo sua armadura e lidera seus homens na batalha; a ofensiva força uma retirada troiana. Durante a batalha, Apolo faz com que Pátroclo se revele. Pátroclo é morto por Heitor e seu corpo é levado para Aquiles.
Aquiles sofre junto com Briseida e exige que as cinzas de Pátroclo sejam misturadas às suas quando ele morrer. Tendo perdido a vontade de viver, Aquiles volta à batalha e mata Heitor para vingar Pátroclo. Depois que ele é morto por Paris, suas cinzas são misturadas com as de Pátroclo, a seu pedido, e enterradas. Neoptólemo vem para ocupar o lugar de Aquiles e manda matar Briseida quando ela recusa seus avanços e revela a relação de Aquiles e Pátroclo. Os aqueus erguem uma tumba para Aquiles e Pátroclo, mas não inscrevem o nome de Pátroclo por ordem de Neoptólemo. A sombra de Patroclus é, portanto, incapaz de passar para o submundo e está presa ao túmulo. Após a guerra, Tetis retorna e sofre por Aquiles. Ela e Patroclus compartilham memórias, e Tetis cede, escrevendo o nome de Patroclus na tumba. Pátroclo agora pode passar para a vida após a morte, onde ele e Aquiles se reencontram.

## Desenvolvimento e publicação

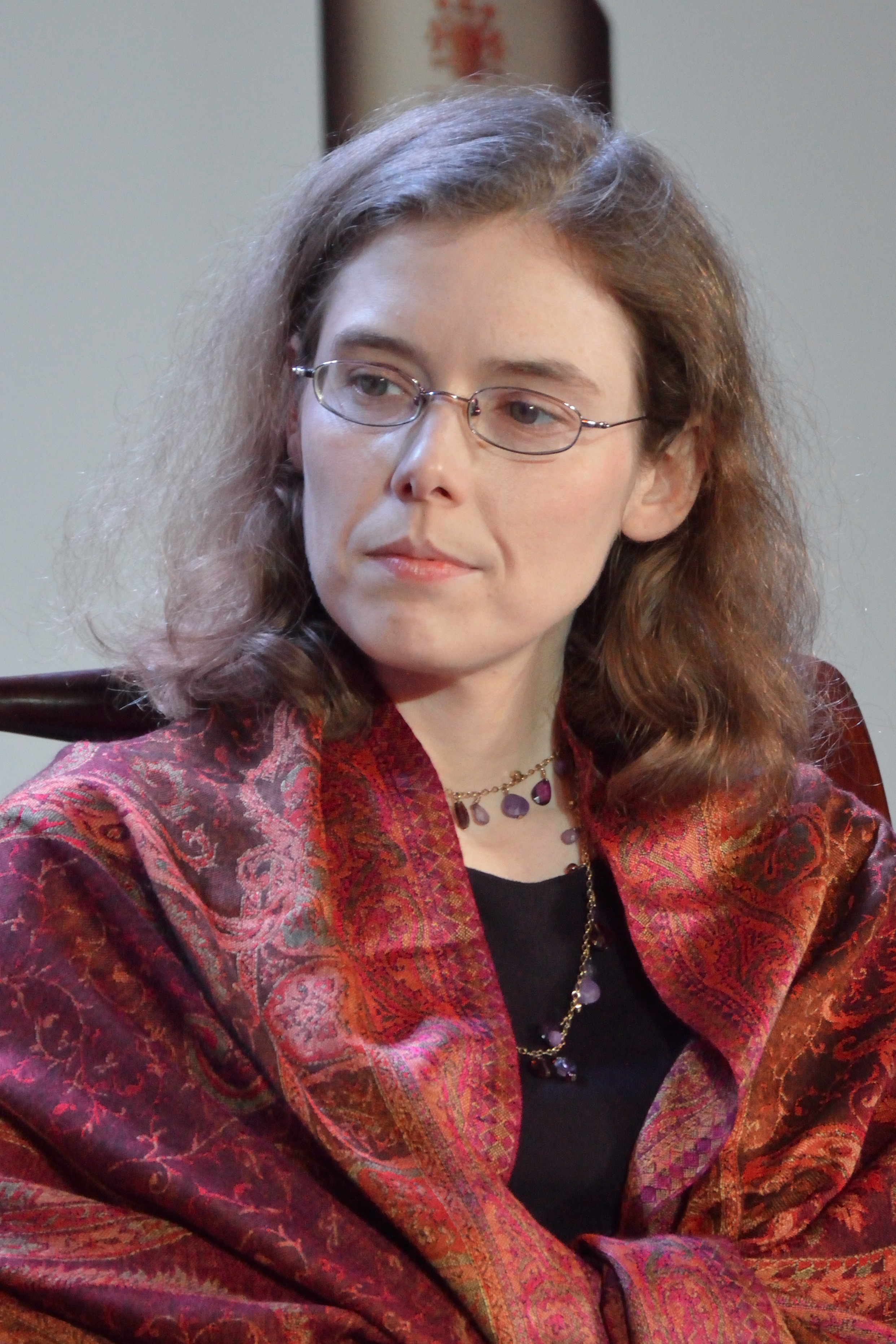
Miller em Calcutá em 2013

Miller desenvolveu um interesse pela lenda de Aquiles depois que sua mãe leu a Ilíada para ela quando criança. Ela descobriu que estava particularmente intrigada com Pátroclo, um personagem secundário que acabou tendo uma influência significativa no resultado da Guerra de Tróia.  Com base nesse material de origem, Miller procurou escrever uma história sobre quem era Pátroclo e o que ele significava para Aquiles.  Além da Ilíada, Miller inspirou-se nos escritos de Ovídio, Virgílio, Sófocles, Apolodoro, Eurípides e Ésquilo, bem como nos relatos da amizade de infância de Aquiles com Pátroclo e seu treinamento marcial.  Sobre sua decisão de retratar Aquiles e Pátroclo como amantes, Miller explicou que a ideia não é nova, e já tinha sido expressada por Platão.
Miller descreve Aquiles e Pátroclo como tendo a mesma idade, contrastando a representação de Pátroclo feita por Homero como significativamente mais velho que Aquiles. Miller inspirou-se para esta ruptura com a Aquileida de Estácio, afirmando que "para mim, os dois sempre ressoaram como pares, então essa foi a tradição que segui." A Canção de Aquiles levou dez anos para Miller ser escrita;   depois de descartar um manuscrito completo cinco anos depois de começar a escrever, ela começou do zero,  lutando para aperfeiçoar a voz de seu narrador.  The Song of Achilles foi publicado como o romance de estreia de Miller em 20 de setembro de 2011, pela Ecco Press, uma marca da HarperCollins.

## Recepção
Desde julho de 2022, The Song of Achilles vendeu 2 milhões de cópias em vários formatos. As vendas do livro receberam um aumento significativo em 2021 depois que ele foi apresentado em um vídeo do TikTok, citado pelo The New York Times como um exemplo de como "BookTok" e vídeos virais de mídia social impulsionam cada vez mais as vendas de literatura.ture.
Resenhando The Song of Achilles para o The Guardian, Natalie Haynes elogiou o romance como "mais poético do que quase qualquer tradução de Homero" e "uma versão profundamente comovente da história de Aquiles". Mary Doria Russell também elogiou o romance em sua crítica para o The Washington Post, citando favoravelmente sua "prosa tão limpa e simples quanto a poesia intensa de Homero". Em sua crítica para o The New York Times, Daniel Mendelsohn criticou a estrutura do livro e, em particular, seu tom. Ele comparou o livro desfavoravelmente à literatura para jovens adultos, descrevendo A Canção de Aquiles como "um livro que tem a cabeça de um romance para jovens adultos, o corpo da Ilíada e o traseiro de Barbara Cartland ". Ele também comparou a prosa do romance com SparkNotes e pornografia softcore.
Em 2012, The Song of Achilles recebeu o 17º Prêmio Orange de Ficção anual.  Carolyn Kellogg do Los Angeles Times escreveu que foi uma vitória surpresa, com Miller sendo "o azarão na corrida deste ano".  Joanna Trollope, presidente dos juízes, comentou: "Este é um vencedor mais do que digno - original, apaixonado, inventivo e edificante. Homer ficaria orgulhoso dela."  O romance também foi selecionado para o Stonewall Book Award de 2013 e o Prêmio Chautauqua de 2013.